# La fuente amarga

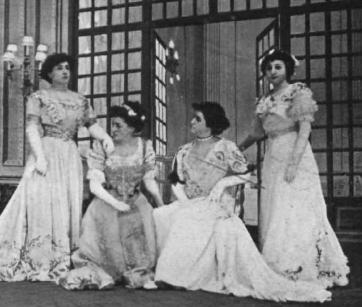
Imagen del estreno en 1910

La fuente amarga es una obra de teatro de Manuel Linares Rivas, estrenada en 1910.

## Argumento
Don Valentín es un acaudalado burgués que pretende utilizar a su protegido David para vengarse de la familia que lo maltratró treinta años atrás cuando era sólo un pobre diablo. Concierta la boda del joven con la nieta de la familia con la intención de denunciarle luego por un desfalco que realizó tiempo atrás haciendo así recaer el deshonor sobre la familia. La prometida llega a conocer el plan y perdona de antemano a su amado frustrando así la venganza de Don Valentín.

## Personajes
| - David - Don Valentín - Genoveva Valmir - Pablo Valmir - Paz Valmir - Gumersindo Valmir | - Emilia - Matilde - Mercedes - Pura - Aurora - Sagrario - Ramiro |

## Estreno
- Teatro de la Princesa, Madrid, 16 de enero de 1910.
  - Intérpretes: María Guerrero, Fernando Díaz de Mendoza (David), María Cancio, Elena Salvador, Catalina Bárcena, Mariano Díaz de Mendoza, Alfredo Cirera, Luis Medrano, Ricardo Juste, Ricardo Vargas.